# Burema's polder
Burema's polder is een voormalig waterschap in de Nederlandse provincie Groningen. De polder stond ook bekend onder de naam Brouwerspolder.
Het schap lag ten noorden van Scheemda, net ten noorden van huidige afrit 45 van de A7. De grenzen werden gevormd door de wegen de Zijdwende, Lange Zuidwending en de Menterneweg. De molen stond aan de Menterneweg en sloeg uit op het Koediep.
Waterstaatkundig gezien ligt het gebied sinds 2000 binnen dat van het waterschap Hunze en Aa's.